# Штральзунд
Штра́льзунд (нем. Stralsund, полаб. Strzélowò) — приморский город на севере Германии в земле Мекленбург-Передняя Померания. Входит в состав района Передняя Померания-Рюген.
Город расположен на Балтийском море на берегу пролива Штрелазунд, за что получил название «ворот острова Рюген», с которым его соединяет Рюгенский мост. Вместе с исторической частью Висмара старая ганзейская часть Штральзунда с 2002 года входит в список Всемирного наследия ЮНЕСКО.
Занимает площадь 38,97 км². Численность населения по оценке на 31 декабря 2016 года составляет 59 100 человек
Официальный код — 13 0 05 000.

## История
Своё название город получил от слов «stræl» и «sund» («штрель», то есть стрела, и «зунд» — пролив), таким образом имеет смешанное германо-славянское происхождение. Три стрелы были увековечены в качестве городского герба.
На месте Штральзунда, получившего права города в 1234 году, в конце XII века имелась переправа на остров Рюген. В 1293 году Штральзунд стал членом Ганзы. В XIII—XIV вв. наряду с Висмаром — наиболее преуспевающий порт «вендской» секции Ганзы. Штральзундский мир 1370 года завершил противостояние городов Ганзы с Данией.
Во время Тридцатилетней войны Штральзунд безуспешно осаждал (в 1628 году) Валленштейн. По Вестфальскому миру (1648) включён в Шведскую Померанию. Оставался ключевой крепостью шведской короны до 1807 года, когда его оккупировали наполеоновские войска. Решением Венского конгресса (1815) передан Пруссии.
Исторический центр Штральзунда пострадал от бомбардировок союзников, но после Второй мировой войны был в значительной степени восстановлен. Порт и судоверфи были расширены и модернизированы властями ФРГ в 1990-е годы.
В 1985 году (к 752-летию города) здесь в морском музее (Meersmuseum) был открыт крупнейший в ГДР аквариум.
С 1 июля 2011 года город входит в состав района Передняя Померания-Рюген. До этого обладал статусом города земельного подчинения.

## Достопримечательности
Исторический центр Штральзунда содержит несколько заметных достопримечательностей кирпичной готики, напоминающих о времени расцвета Ганзейского союза:
- Штральзундская ратуша XIII века
- Церковь Девы Марии
- Церковь Святого Николая
- Церковь Святого Иакова
- Монастырская церковь св. Екатерины
- Барк «Горх Фок», носивший значительную часть своей жизни русское название «Товарищ» и участвовавший в съёмках более чем 40 художественных фильмов, в том числе «Алые паруса».

В городе имеется несколько музеев, посвященных морю:
- Океанографический музей с 36 аквариумами, в которых представлены морская флора и фауна со всего мира;
- музей Natureum и природный парк Vorpommersche Boddenlandschaft на берегу моря в нескольких километрах от города; и открытый в июле 2008 года аквариум Ozeaneum, в котором представлена морская жизнь Северного и Балтийского морей.

## Известные уроженцы, жители
В городе жил до своей кончины немецкий педагог Иоганн Фридрих Крамер.

## Галерея

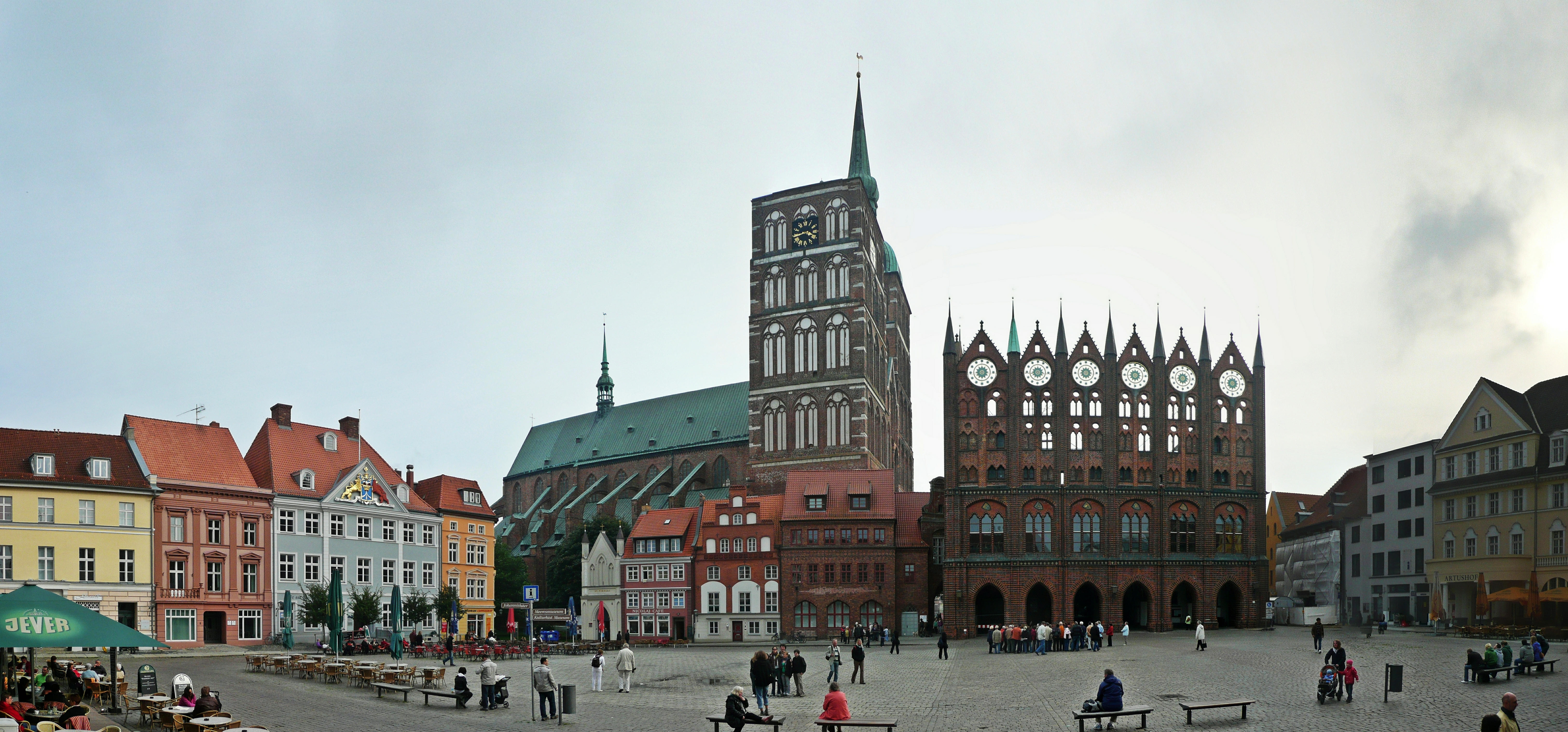
Панорама старой рыночной площади
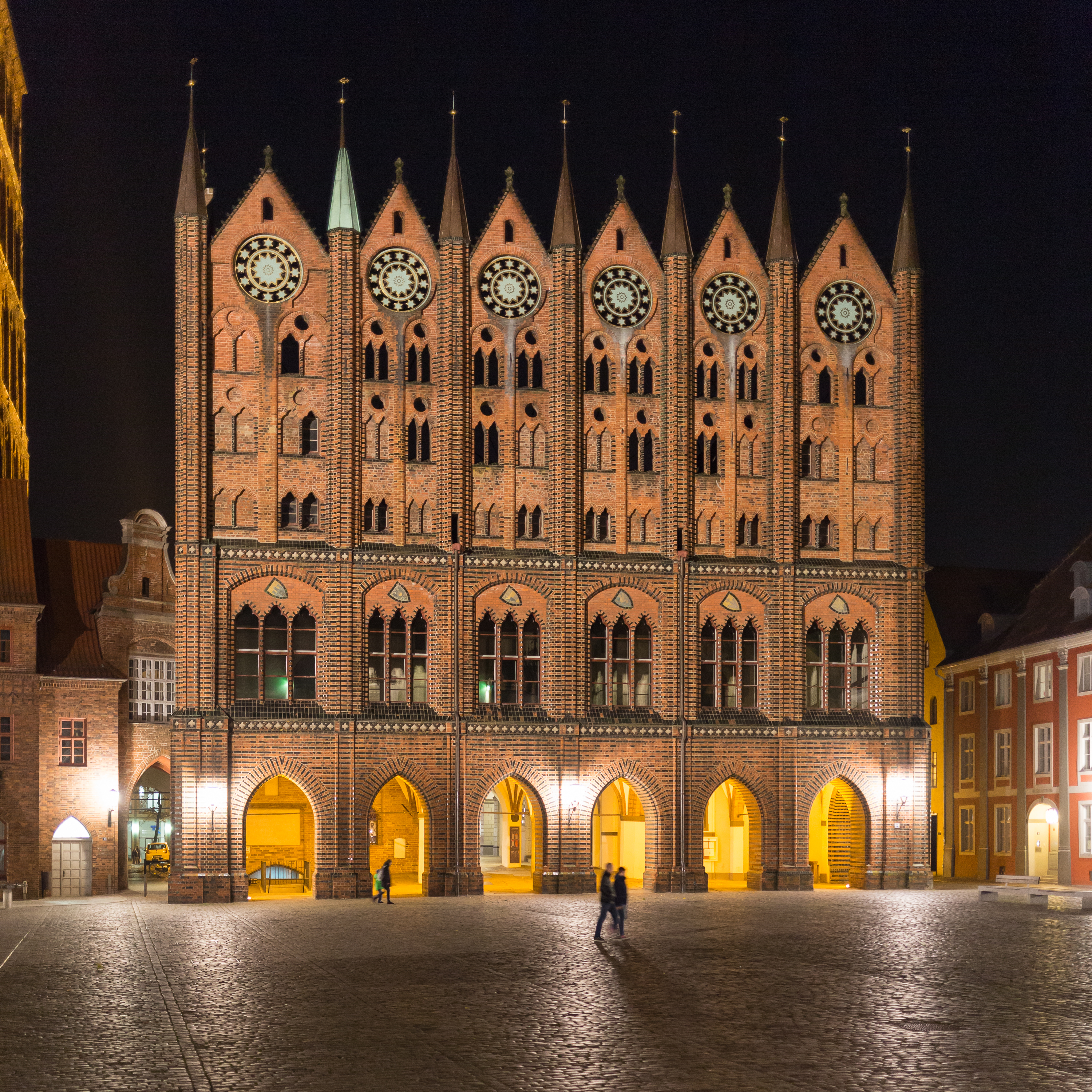
Ратуша на старой рыночной площади
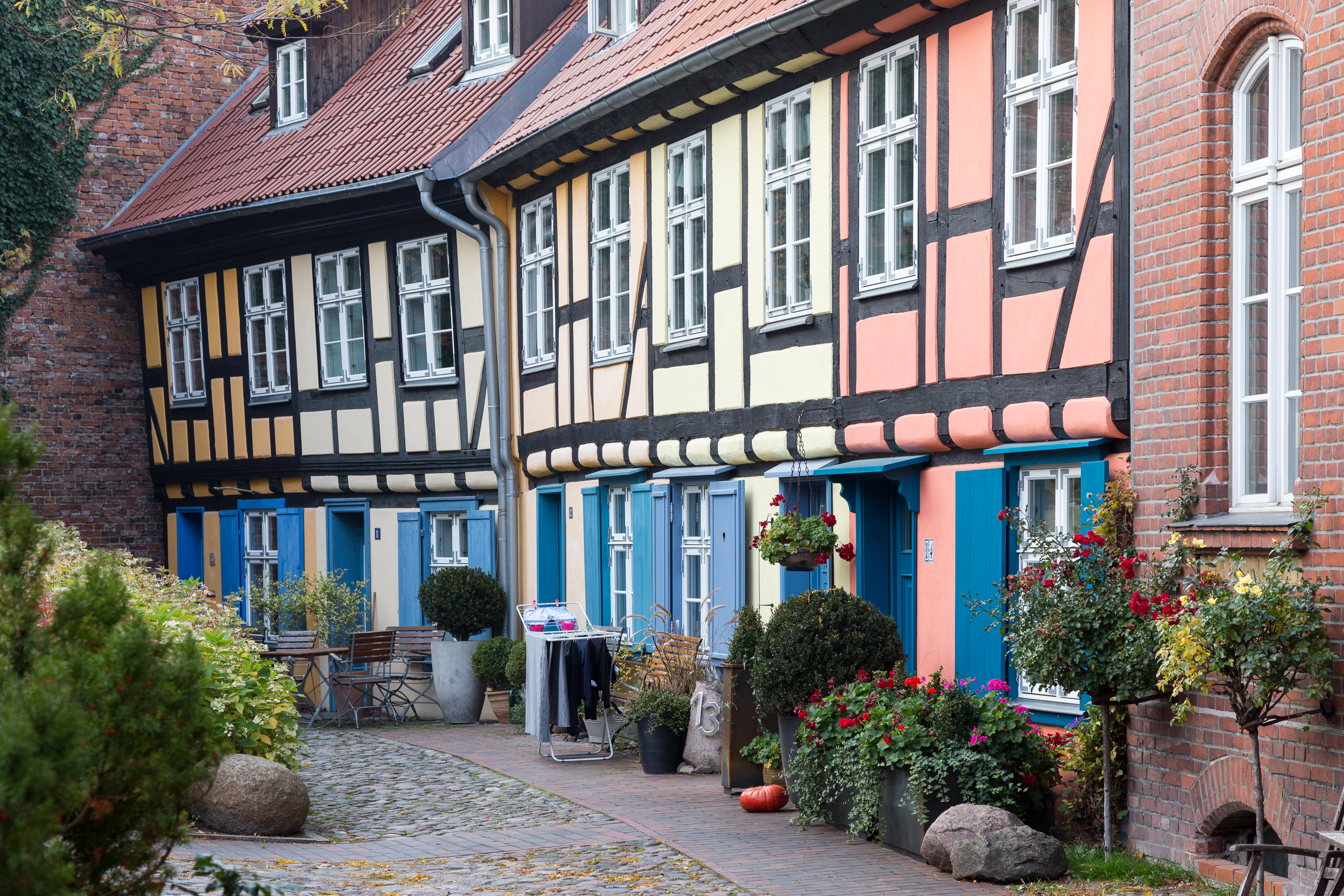
Фахверковые дома в монастыре Св. Иоанна
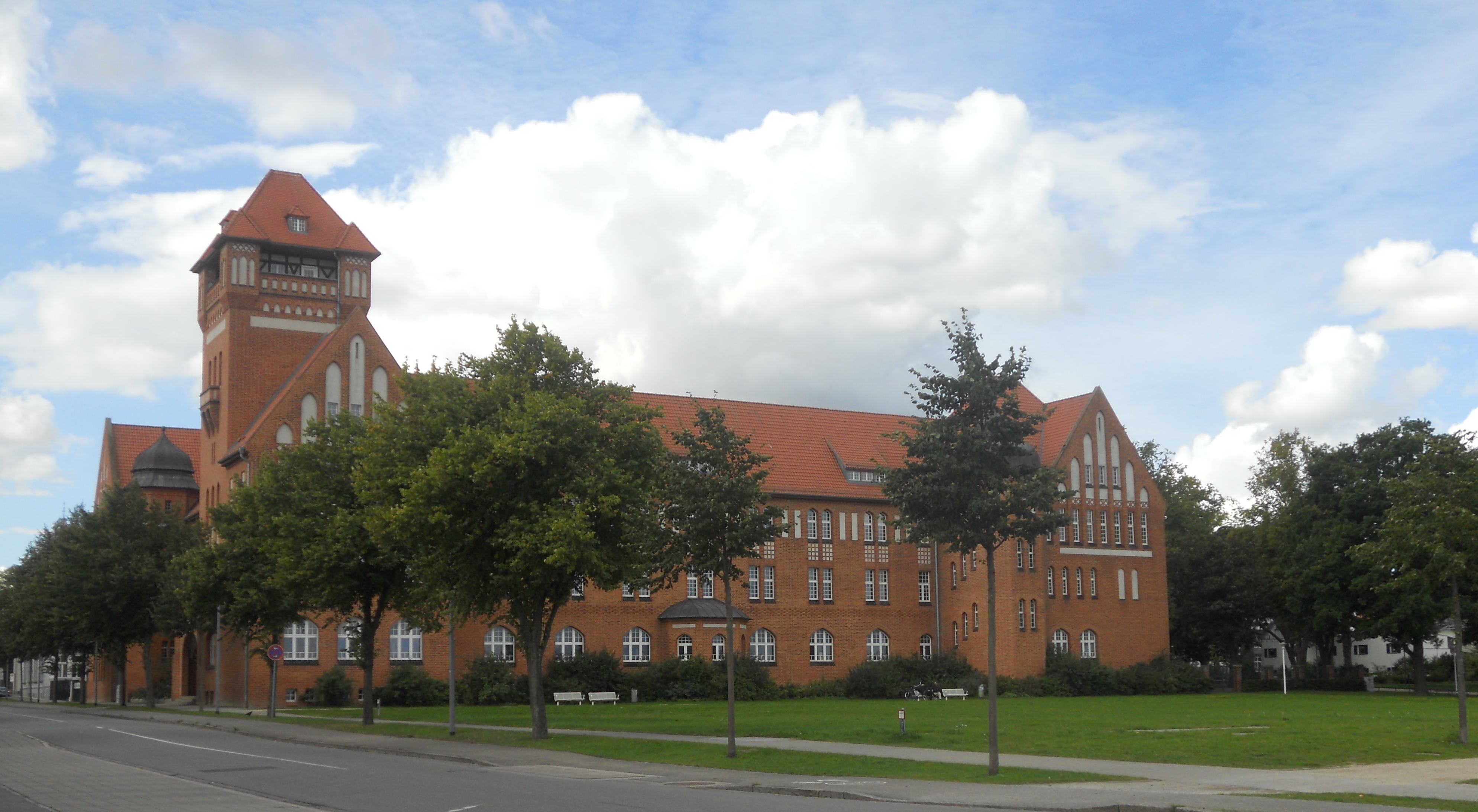
Ганзейская городская гимназия
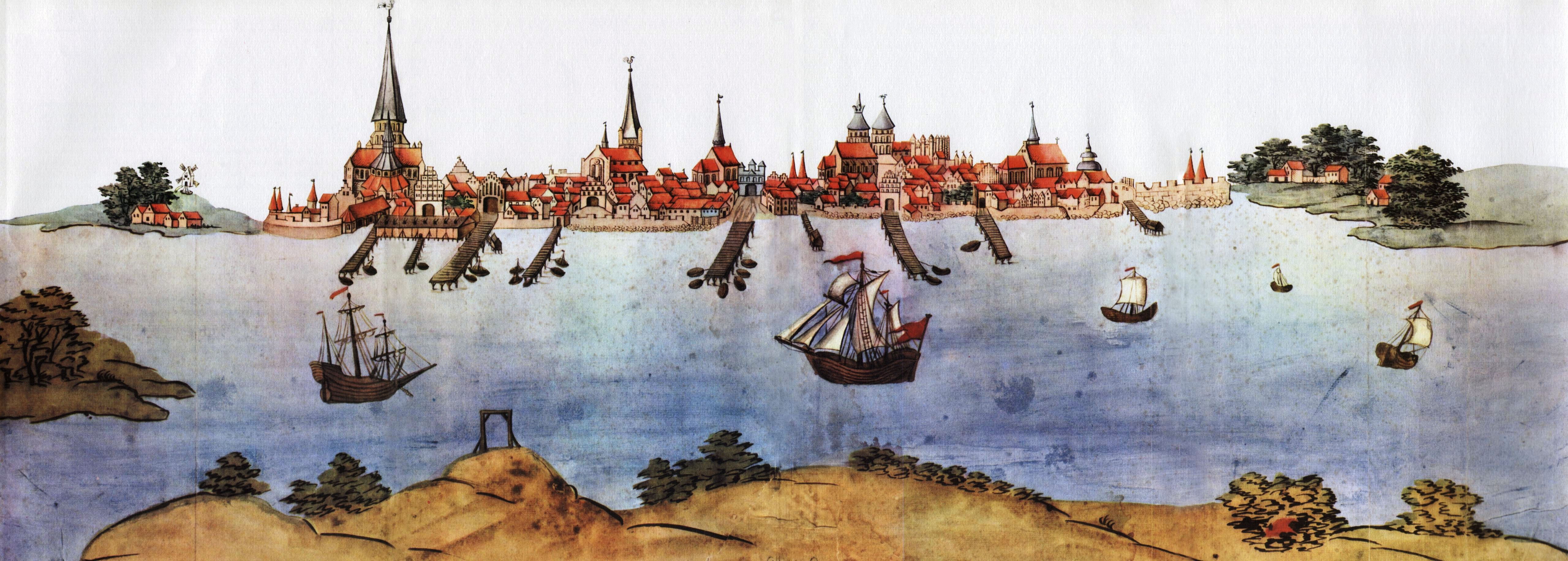
Штральзунд 1615 год
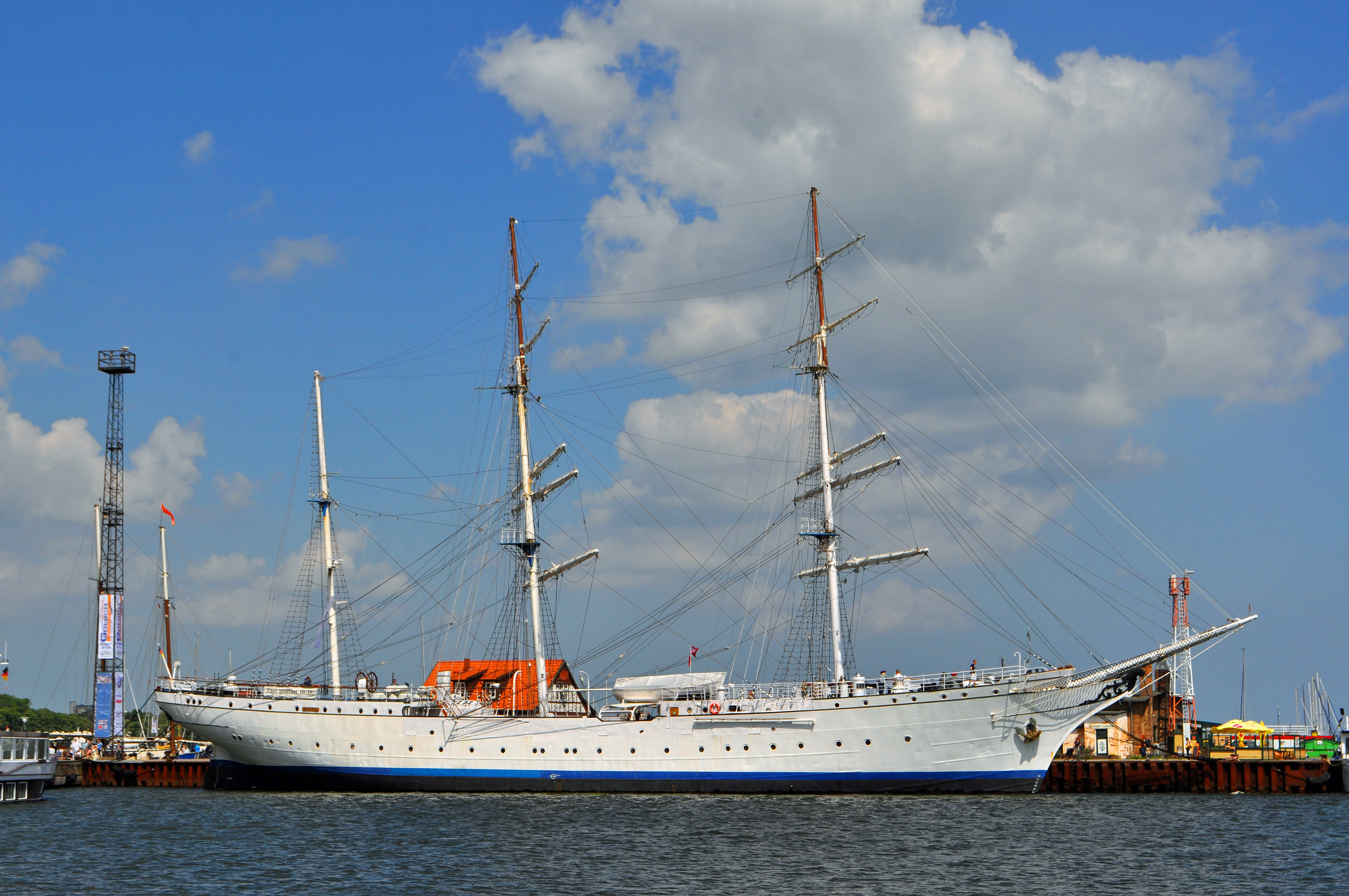
Горх Фок I в гавани Штральзунда, 2013 год

### Церкви Штральзунда

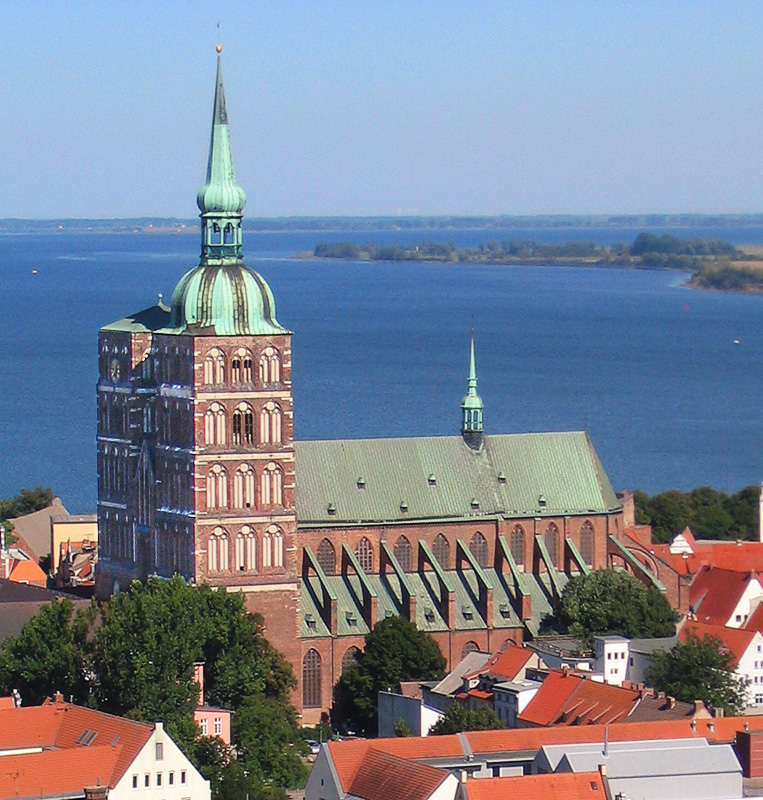
Церковь Св. Николая
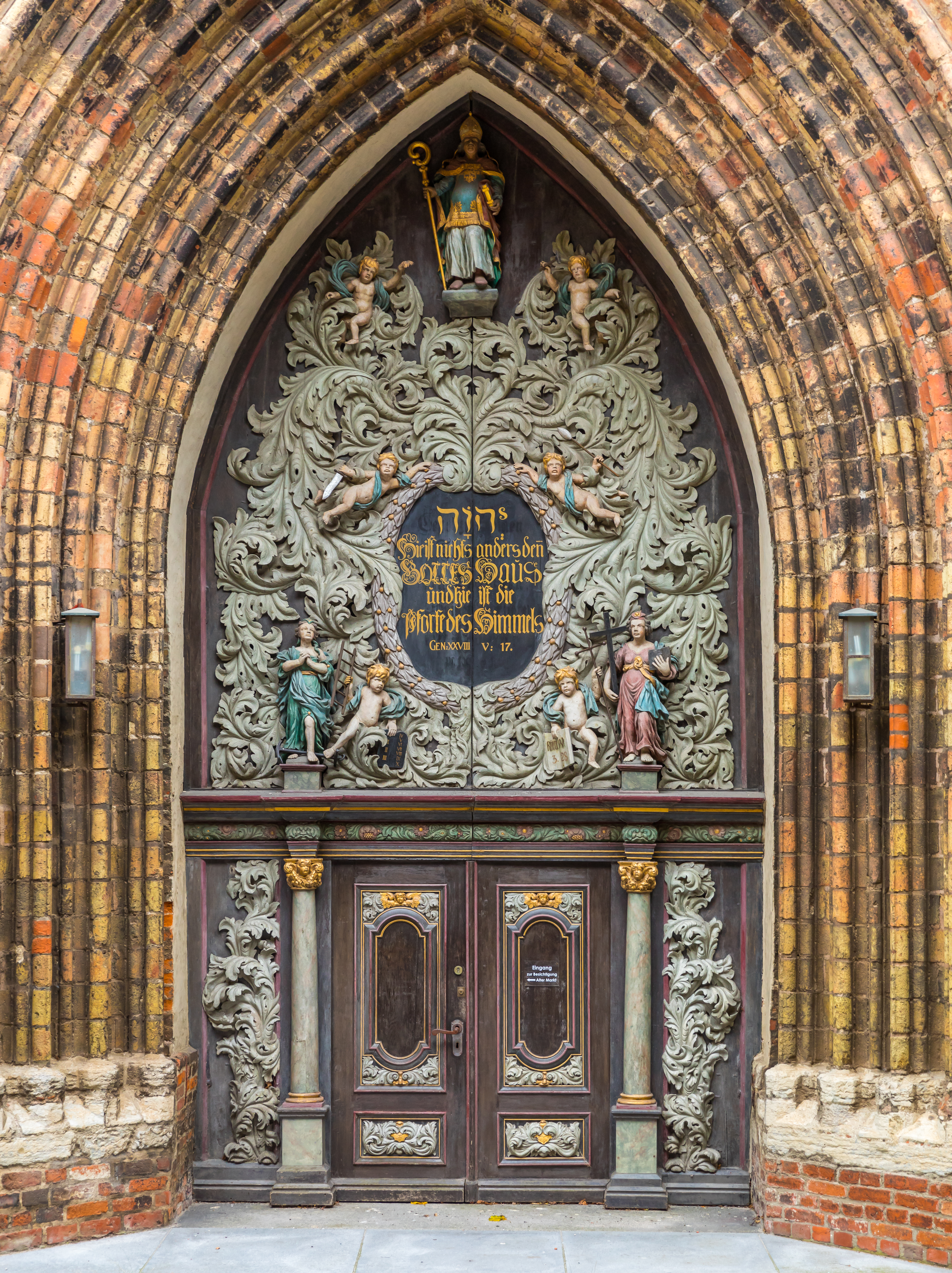
Вход в церковь Св. Николая
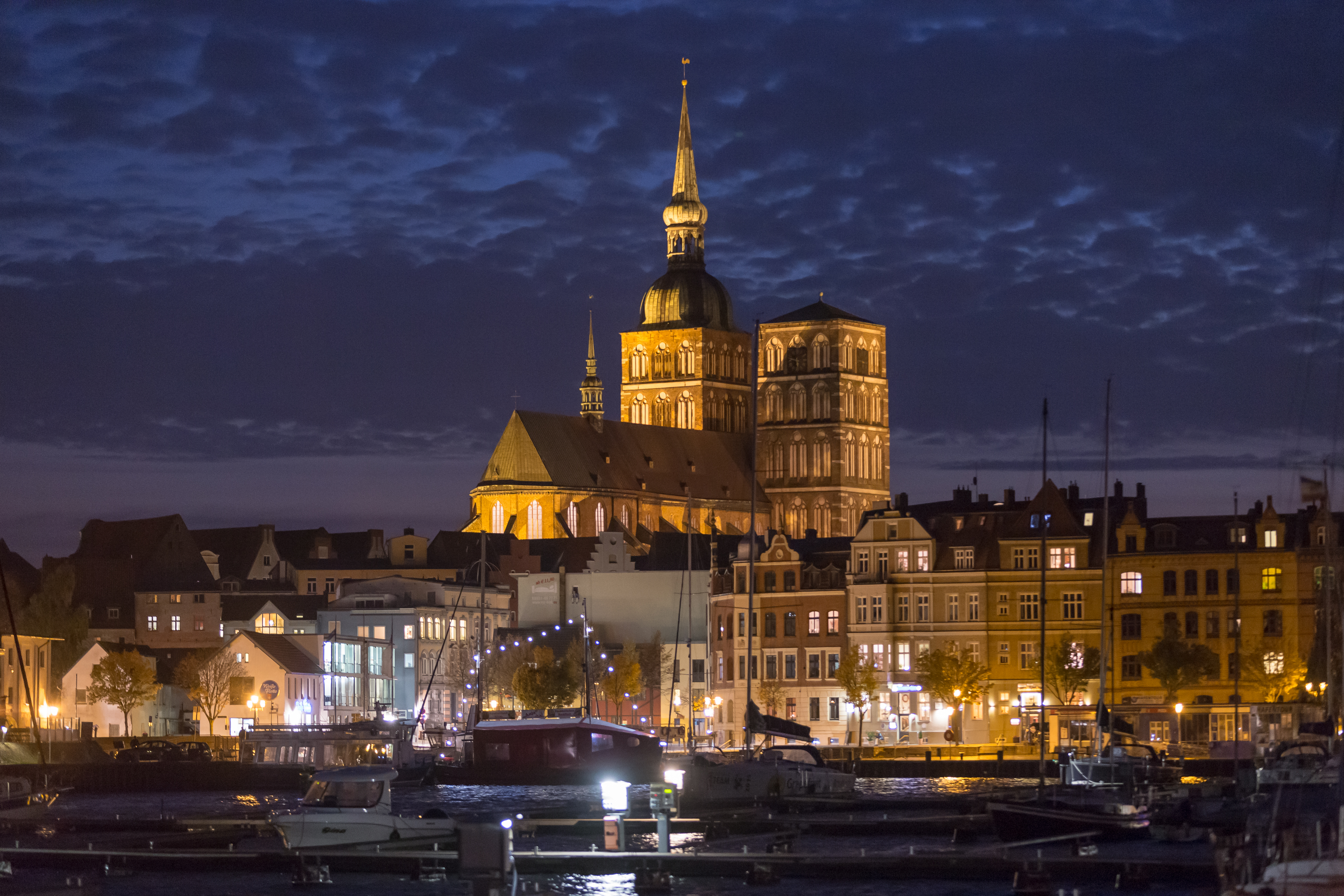
Вид с моря на церковь Св. Николая
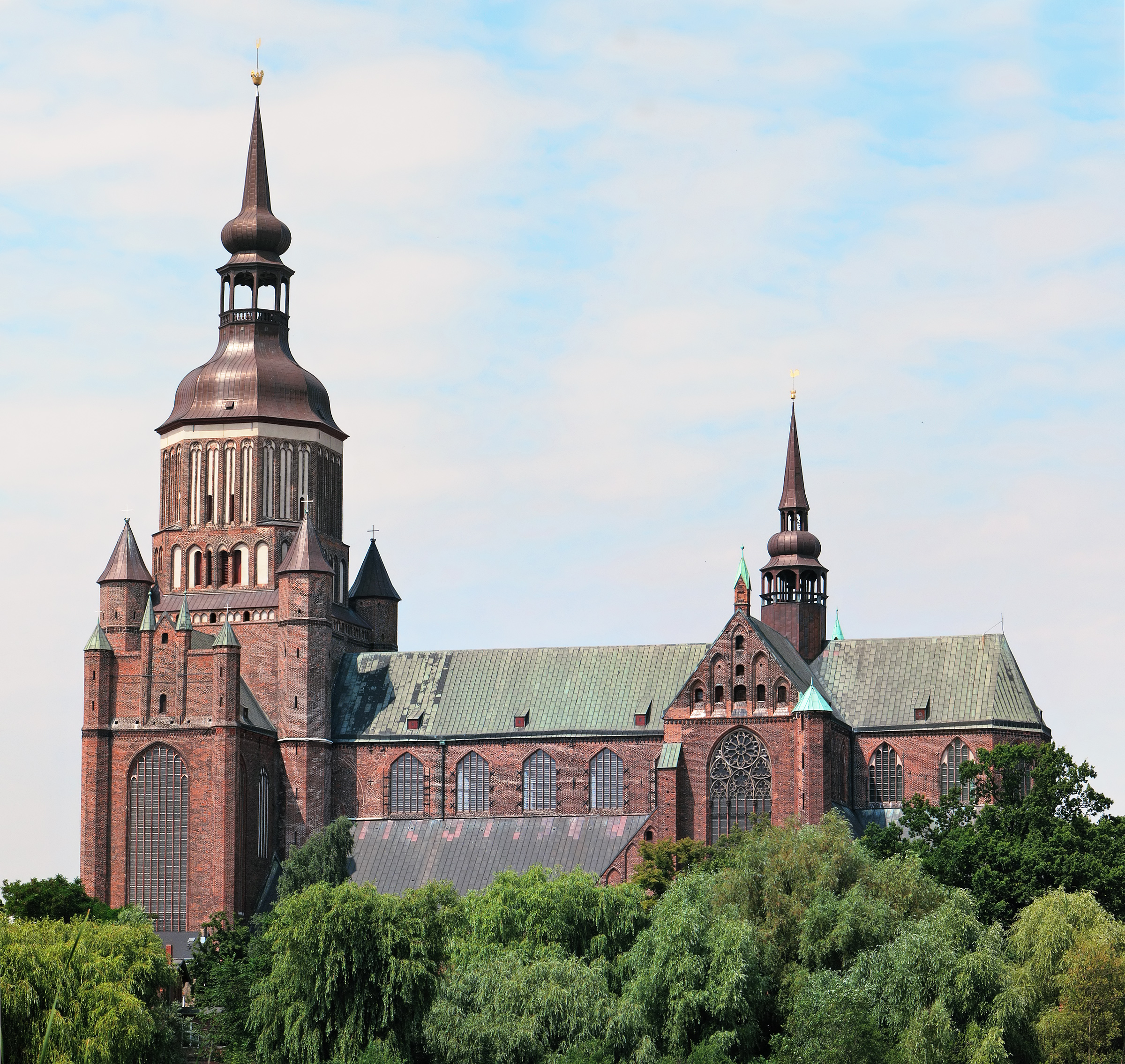
Церковь Св. Марии
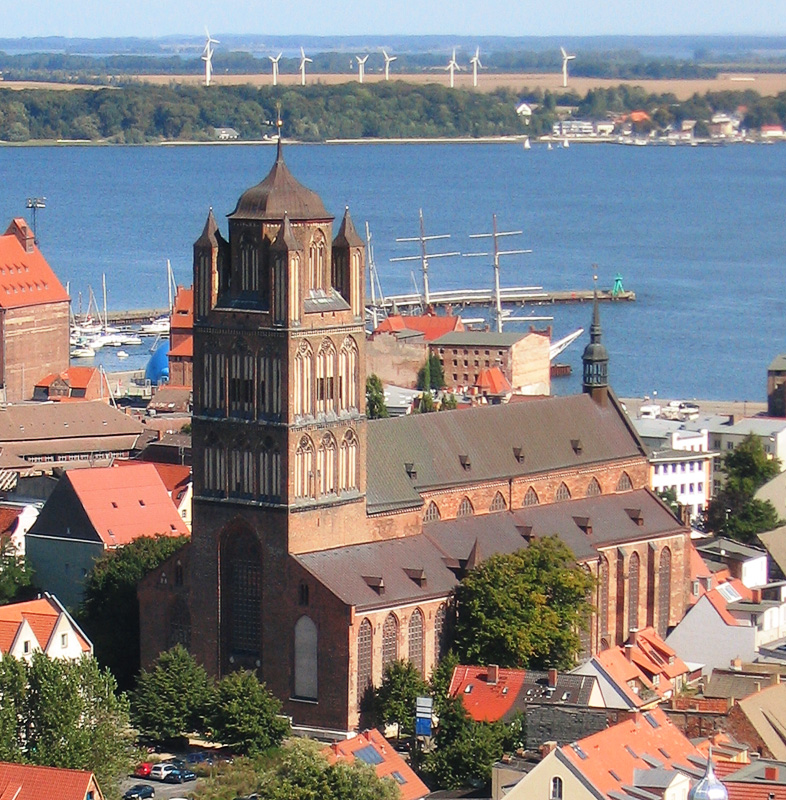
Церковь Св. Иакова
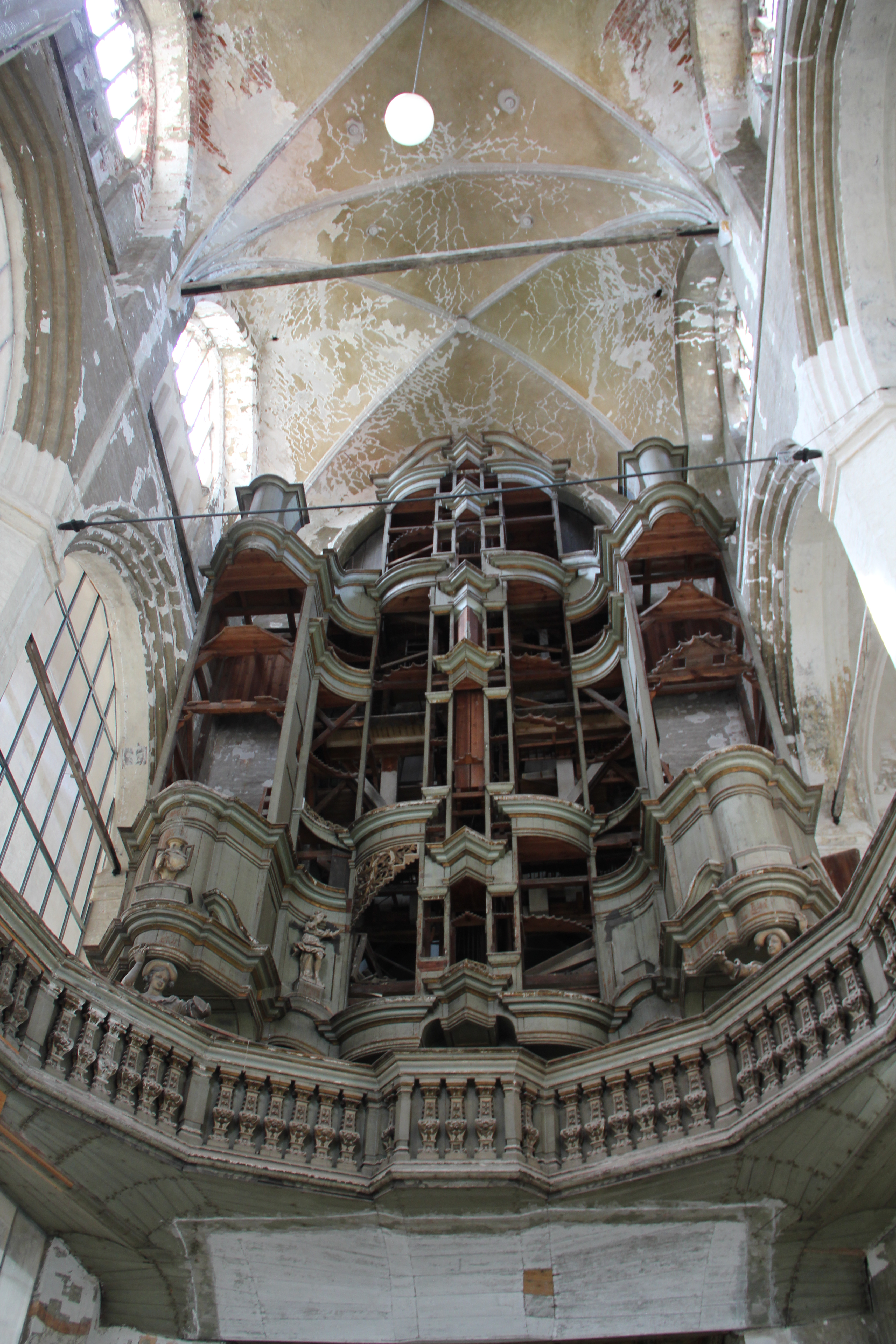
Орган церкви Св. Иакова

## Города-побратимы
- Вентспилс, Латвия
- Старгард-Щециньский, Польша
- Мальмё, Швеция[5]